# Чхончхонган
Чхончхонган (кор. 청천강) — река в КНДР, одна из крупнейших рек страны. Впадает в Жёлтое море. Длина реки составляет около 200 км. Судоходна.

## География и природоохрана
Берёт истоки на севере КНДР, в горах Нанним, в провинции Чагандо. Затем течёт в юго-западном направлении, вплоть до впадения в Западно-Корейский залив, принадлежащий акватории Жёлтого моря. В низовьях река протекает по низменности Ёльду Самчхолли.
На берегах реки, недалеко от её устья, находится город Анджу провинции Пхёнан-Намдо. За годы существования КНДР на реке Чхончхонган были построены 10 гидроэлектростанций, что способствовало значительному хозяйственному развитию региона. У города Анджу у реки работает одна из крупнейших ТЭС страны.
В эстуарии реки расположен птичий заповедник Мундок (Mundok Nature Reserve) площадью в 8 тысяч гектаров, имеющий статус международного и находящийся под опекой организации BirdLife International. Здесь гнездятся многочисленные охраняемые виды как водоплавающих (лебеди, дикие гуси, журавли, стерхи), так и степных птиц (семейства дрофы).

## История
- В 612 году, в битве при Сальсу (Сальсу — прежнее название реки Чхончхонган) войска корейского королевства Когурё наголову разгромили вторгшуюся в Корею китайскую армию империи Суй.
- В ноябре-декабре 1950 года, в проводимой здесь Пхеньян-Хыннамской операции, отряды Корейской народной армии и китайских добровольцев одержали крупную победу над войсками американцев и их союзников во время Корейской войны[7][8].